# Список умерших в 1226 году
В этой статье представлен список известных людей, умерших в 1226 году.
См. также: Категория:Умершие в 1226 году

## Февраль
- 18 февраля — Гильом дю Перш, епископ Шалона (с 1215), граф Перша (с 1217).

## Март
- 9 марта — Сто тысяч мучеников Тбилиси — не отрекшиеся от христианства после захвата Тбилиси хорезмидским султаном Джелал ад-Дином
- 26 марта — Уильям Длинный Меч, 3-й граф Солсбери — граф Солсбери (1196—1226), английский военачальник, вероятно отравлен

## Апрель
- 9 апреля — Конрад IV фон Фронтенхаузен[нем.] — епископ Регенсбурга (1204—1226)

## Май
- 1 мая — Ричард Марш[англ.] — лорд-канцлер Англии (1214—1226), епископ Дарема (1217—1226)
- 22 мая — Симон — первый епископ Владимирский (1214—1226), церковный писатель, святой православной церкви

## Июнь
- 5 июня — Генрих Борвин II — князь Мекленбурга в Ростоке (1219—1226)

## Июль
- 2 июля — Валеран III — граф Люксембурга (1214—1226), герцог Лимбурга (1221—1226), участник третьего крестового похода и пятого крестового похода
- 10 июля
  - Абдул-Азиз аз-Захир Биамриллах — багдадский халиф из династии Аббасидов
  - Будислав[нем.] — епископ Праги (1226)

## Август
- 6 августа — Ги IV де Шатильон — граф де Сен-Поль (1219—1226), погиб во время Альбигойского крестового похода при осаде Авиньона

## Сентябрь
- 9 сентября — Рудольф фон Гуттинген[англ.] — епископ Кура (1224—1226)
- 16 сентября — Пандульф Маска[англ.] — папский легат в Англии, епископ Нориджа (1215—1226)
- 17 сентября — Вильгельм VI Монферратский — маркграф Монферратский с 1203 года. Претендент на трон Королевства Фессалоники с 1207 года.

## Октябрь
- 3 октября — Франциск Ассизский — католический святой, учредитель названного его именем нищенствующего ордена.
- 22 октября — Рено II де Форез[фр.] — архиепископ Лиона (1193—1226)

## Ноябрь
- 6 ноября — Гильом де Жуанвиль[фр.] — епископ Лангра (1209—1219), архиепископ Реймса (1219—1226), короновавший Людовика VIII
- 8 ноября — Людовик VIII Лев (39) — король Франции (1223—1226), король Англии (1216—1217), граф Артуа (1190—1126).
- 15 ноября — Фридрих фон Изенберг — немецкий дворянин, убийца Энгельберта Кельнского[1], казнён через колесование

## Декабрь
- 1 декабря — Ан-Насир Мухаммад бин Абдаллах[англ.] — имам Йемена (1217—1226)
- 18 декабря — Бенедикт Савстонский[англ.] — епископ Рочестера (1214—1226)

## Дата неизвестна или требует уточнения
- Бернар Арно д’Арманьяк[англ.] — французский трубадур и граф д’Арманьяк (1217—1226).
- Уильям Гастингс, английский аристократ, участник Первой баронской войны.
- Давыд Мстиславич, торопецкий князь (1209—1226).
- Дитрих III фон Изенберг[нем.] — епископ Мюнстера (1218—1226).
- Ида Тоггенбургская[нем.] — святая римско-католической церкви[2].
- Иосиф ибн-Акнин — еврейский врач и поэт
- Ли Хюэ Тонг[англ.] — король Вьетнама из династии Ли (1211—1224), отрёкся в связи с психической болезнью
- Людовик IV де Шини — граф Шини (1189—1226), последний потомок Карла Великого по прямой мужской линии, умер во время Альбигойского крестового похода
- Мстислав Ярославич Немой — князь Пересопницкий (1189—ок.1220), Князь Галицкий (1212—1213), князь Луцкий (1220—1226)
- Педро Альфонсо де Леон[англ.] — испанский дворянин, великий магистр Ордена Сантьяго (1225—1226)
- Сигурд Риббунг — претендент от партии баглеров на норвежский королевский трон (1219—1226)
- Император Сянь-цзун — китайский император Си Ся (1223—1226)
- Филипп II де Куртене — маркграф Намюра (1212—1226), умер во время Альбигойского крестового похода
- Филипп Антиохийский — Король Киликийской Армении (1222—1224), умер в тюрьме
- Император Шэнь-цзун — китайский император Си Ся (1211—1223)